# Weapons of Love
Weapons of Love è un film muto del 1916 diretto da Clifford S. Elfelt.

## Produzione
Il film fu prodotto dall'Universal Film Manufacturing Company (come Big U).

## Distribuzione
Distribuito dalla Universal Film Manufacturing Company, il film uscì nelle sale cinematografiche USA il 18 agosto 1916.